# Al-Mansura (Damaszek)
Al-Mansura – miejscowość w Syrii, w muhafazie Damaszek. W 2004 roku liczyła 878 mieszkańców.